# Mediterraneo occidentale

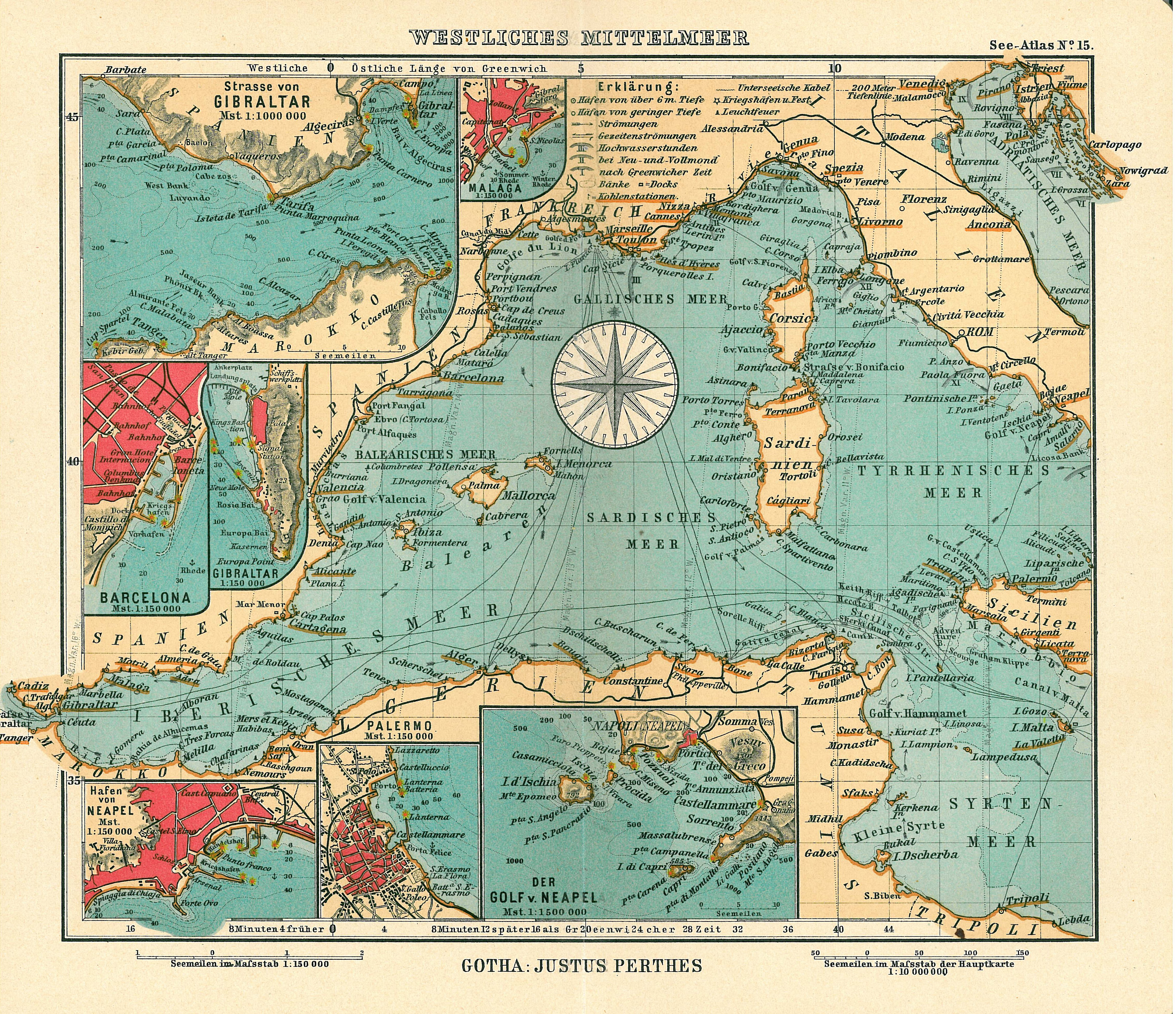
Il Mediterraneo occidentale in una carta tedesca del 1906 (Justhus Perthes See Atlas: Westliches Mittelmeer).

Per Mediterraneo occidentale o Mediterraneo latino si intende il braccio del Mar Mediterraneo compreso tra il canale di Sicilia e lo  stretto di Gibilterra. I Paesi che si affacciano su questo bacino sono: Marocco, Spagna, Algeria, Francia, Italia, Principato di Monaco e Tunisia.
Il Mediterraneo occidentale è a sua volta suddiviso in più piccoli bracci di mare: il mare di Alborán, che si trova compreso tra la costa spagnola meridionale e quella marocchina; il Mare delle Baleari settentrionale, che comprende le coste dell'arcipelago e della Spagna centro-occidentale.
I bacini citati, uniti al golfo del Leone tra Francia e la regione spagnola della Catalogna, al Mar Ligure ed al Mar di Corsica, formano il bacino algero-provenzale. Le coste africane sono a loro volta bagnate dal mare di Alborán e dal canale di Sardegna; al contrario si affacciano sul Mar Tirreno i litorali dell'Italia peninsulare occidentale, di Sardegna e Corsica orientali e della Sicilia settentrionale.